# Transvision Vamp
Transvision Vamp foi uma banda britânica de rock alternativo. Formada em 1986 por Nick Christian Sayer e Wendy James, a banda teve algumas músicas que entraram nas paradas no final da década de 80, com seu som pop/punk. James, a vocalista, atraiu a atenção da mídia com sua imagem sexualmente carregada e rebelde.

## Carreira
A banda original era formada por James, Sayer, Dave Parsons (baixo), Tex Axile (teclados) e Pol Burton (bateria). Parsons e Axile ambos tinham estado em bandas punk antes de entrar para a banda; Parsons em The Partisans, e Axile em várias bandas, principalmente The Moors Murders e X-Ray Spex desdobramento do Agente Laranja.
A banda foi contratada pela MCA , em dezembro de 1986 e lançou seu primeiro single, "Revolution baby", no ano seguinte. Ficou em #77, no Reino Unido, em setembro de 1987. Um cover de Holly and the Italians, a canção, "Tell That Girl to Shut Up", foi lançada como o segundo single da banda, em Março de 1988, alcançando a posição #45 no UK Singles Chart. O single se tornou a sua única pontuação na Billboard Hot 100 americana, onde ele alcançou a posição #87.
O terceiro single da banda, "I Want Your Love", com seu apelo pop/punk, tornou-se seu primeiro grande sucesso, atingindo o topo das paradas de singles Norueguesas, e entrando no top 10 do Reino Unido, Irlanda, Austrália, Nova Zelândia, Suécia, e Suíça. Moderado sucesso foi alcançado com um relançamento de "Revolution Baby", que entrou no top 40 no Reino Unido, Irlanda, Austrália e Nova Zelândia. o Quarto single, "Sister Moon", por pouco não ficou fora do top 40 no Reino Unido.
Em outubro de 1988 a banda lançou seu álbum de estréia, Pop Art. Ele foi um grande sucesso no Reino Unido, onde permaneceu na parada de álbuns por 32 semanas, chegando ao #4. O álbum alcançou um nível semelhante de sucesso na Austrália, onde ganhou platina, e terminou como o 25º álbum com maior número de vendas de 1989.
1989 foi o ano de maior sucesso para a banda, com o lançamento do single "Baby I Don't Care". O single alcançou a posição #3, no Reino Unido e Austrália, tornando-o o mais bem sucedido da banda em ambos os países. Na Austrália, a música passou 20 semanas no top 50. O segundo álbum da banda, Velveteen, foi lançado pouco tempo depois, estreando em #1 no UK Albums Chart e ficando na parada 26 semanas. Velveteen também atingiu #2 na Australian Albums Chart, ficando 25 semanas no top 100, e tornando-se o 39º álbum mais vendido do ano. Os outros singles de Velveteen: "The Only One", "Landslide of Love" e "Born to Be Sold", todos entraram no top 30 no Reino Unido, e no top 20 na Irlanda, mas foram menos bem-sucedidos em outros países.
Em junho de 1991, a MCA se recusou a lançar o terceiro álbum do Transvision Vamp, Little Magnets Versus the Bubble of Babble no Reino Unido, segundo informações, desprezando a direção mais madura da música da banda e depois que dois singles promovidos falharam nas paradas britânicas. Na Austrália, o álbum foi lançado e alcançou a posição #25, ficando 12 semanas no ARIA top 100 albums chart. O primeiro single do álbum, "(I Just Wanna) B with U", alcançou a posição #16 na Austrália, mas mal entrou no top 30 no Reino Unido e irlanda. O segundo single lançado, "If Looks Could Kill", só entrou no top 40 na Nova Zelândia, e tornou-se o último single lançado da banda. No terceiro álbum, Wendy James afirmou que "...ele saiu na América. Mas então decidimos se separar, durante o tempo que a gravadora inglesa disse que não estava convencida sobre esse álbum e que iria esperar para ver como ele se sairia antes em outros países. Quando eles estavam prontos para lança-lo, nós já tinhamos decidido se separar e por isso nunca saiu."
O grupo oficialmente terminou em fevereiro de 1992, seguindo uma declaração da MCA. Wendy James lançou sua carreira solo em 1993 com um álbum escrito para ela por Elvis Costello: Now Ain't the Time for Your Tears.

## Membros da banda
- Wendy James: vocais (1986-1991)
- Nick Christian Sayer: guitarra (1986-1991)
- Dave Parsons: baixo (1986-1991)
- Tex Axile: teclados e bateria (1986-1991)
- Pol Burton: bateria (1986-1989)
- James Piper: guitarra (1989-1991)
- Martin Hallett: bateria (1989-1991)

## Discografia

### Álbuns de estúdio
| Year                                                                | Album details                                                                                               | Posição mais alta na parada | Posição mais alta na parada | Posição mais alta na parada | Posição mais alta na parada | Posição mais alta na parada | Posição mais alta na parada | Posição mais alta na parada | Posição mais alta na parada | Posição mais alta na parada |
| Year                                                                | Album details                                                                                               | UK                          | AUS                         | GER                         | NOR                         | NZ                          | SWE                         | SWI                         | US                          |                             |
| ------------------------------------------------------------------- | --- | --------------------------- | --------------------------- | --------------------------- | --------------------------- | --------------------------- | --------------------------- | --------------------------- | --------------------------- | --------------------------- |
| 1988                                                                | Pop Art - Lançamento: Outubro de 1988 - Selo: MCA Records - Formatos: CD, Cassete, LP, vinil                | 4                           | 13                          | −                           | −                           | 50                          | 25                          | 20                          | 115                         |                             |
| 1989                                                                | Velveteen - Lançamento: Julho de 1989 - Selo: MCA - Formatos: CD, Cassete, LP, vinil                        | 1                           | 2                           | 25                          | 20                          | 12                          | 37                          | 16                          | −                           |                             |
| 1991                                                                | Little Magnets Versus the Bubble of Babble - Lançamento: Agosto de 1991 - Selo: MCA - Formatos: CD, Cassete | −                           | 25                          | −                           | −                           | 14                          | 27                          | −                           | −                           |                             |
| "—" mostra músicas que não entraram na parada ou não foram lançadas | |                             |                             |                             |                             |                             |                             |                             |                             |                             |

### Singles
| Year                                                                | Title                        | Posição mais alta na parada | Posição mais alta na parada | Posição mais alta na parada | Posição mais alta na parada | Posição mais alta na parada | Posição mais alta na parada | Posição mais alta na parada | Posição mais alta na parada | Posição mais alta na parada | Posição mais alta na parada | Posição mais alta na parada | Posição mais alta na parada | Álbum                                      |
| Year                                                                | Title                        | UK                          | AUS                         | GER                         | IRE                         | NL                          | NOR                         | NZ                          | SWE                         | SWI                         | US                          | US Dance                    | US Rock                     | Álbum                                      |
| ------------------------------------------------------------------- | ---------------------------- | --------------------------- | --------------------------- | --------------------------- | --------------------------- | --------------------------- | --------------------------- | --------------------------- | --------------------------- | --------------------------- | --------------------------- | --------------------------- | --------------------------- | ------------------------------------------ |
| 1987                                                                | "Revolution Baby"            | 77                          | −                           | −                           | −                           | −                           | −                           | −                           | −                           | −                           | −                           | −                           | −                           | Pop Art                                    |
| 1988                                                                | "Tell That Girl to Shut Up"  | 45                          | 44                          | −                           | −                           | −                           | −                           | −                           | −                           | −                           | 87                          | −                           | 9                           | Pop Art                                    |
| 1988                                                                | "I Want Your Love"           | 5                           | 7                           | 23                          | 3                           | 32                          | 1                           | 9                           | 8                           | 4                           | −                           | −                           | −                           | Pop Art                                    |
| 1988                                                                | "Revolution Baby" (re-issue) | 30                          | 24                          | −                           | 17                          | −                           | −                           | 37                          | −                           | −                           | −                           | −                           | −                           | Pop Art                                    |
| 1988                                                                | "Sister Moon"                | 41                          | 95                          | −                           | −                           | −                           | −                           | −                           | −                           | −                           | −                           | −                           | −                           | Pop Art                                    |
| 1989                                                                | "Baby I Don't Care"          | 3                           | 3                           | −                           | 6                           | −                           | −                           | 29                          | −                           | −                           | −                           | −                           | −                           | Velveteen                                  |
| 1989                                                                | "The Only One"               | 15                          | 30                          | −                           | 7                           | −                           | −                           | 22                          | −                           | −                           | −                           | −                           | −                           | Velveteen                                  |
| 1989                                                                | "Landslide of Love"          | 14                          | 70                          | −                           | 8                           | −                           | −                           | −                           | −                           | −                           | −                           | −                           | −                           | Velveteen                                  |
| 1989                                                                | "Born to Be Sold"            | 22                          | 108                         | −                           | 12                          | −                           | −                           | −                           | −                           | −                           | −                           | −                           | −                           | Velveteen                                  |
| 1991                                                                | "(I Just Wanna) B with U"    | 30                          | 16                          | −                           | 30                          | −                           | −                           | −                           | −                           | −                           | −                           | 40                          | 14                          | Little Magnets Versus the Bubble of Babble |
| 1991                                                                | "If Looks Could Kill"        | 41                          | 56                          | −                           | −                           | −                           | −                           | 38                          | −                           | −                           | −                           | −                           | −                           | Little Magnets Versus the Bubble of Babble |
| "—" mostra músicas que não entraram na parada ou não foram lançadas |                              |                             |                             |                             |                             |                             |                             |                             |                             |                             |                             |                             |                             |                                            |

### Compilações
- The Complete 12"ers Collection Vol. 1 (1990, MCA Records)
- Mixes (1992, MCA Records)
- Kiss Their Sons (De 1998, Universal Records)
- Baby I Don't Care (2002, Spectrum Music)